# Global Warming (album)
Global Warming (tạm dịch: Ấm lên toàn cầu) là album phòng thu thứ bảy của rapper Pitbull. Album được phát hành ngày 19 tháng 11 năm 2012 toàn thế giới. Một đoạn video quảng cáo (teaser) đã được phát hành để quảng bá cho Global Warming. Đoạn video này được đăng trên kênh Facebook và YouTube của Pitbull ngày 17 tháng 11 năm 2012, trước ngày phát hành của Global Warming hai ngày.

## Thực hiện
Vào ngày 7 tháng 10 năm 2011, hãng RCA Records thông báo sẽ sáp nhập các hãng J Records, Artista Records cùng với Jive Records, do đó tất cả các nghệ sĩ từ ba hãng thu này đều phải gia nhập RCA. Vào tháng 4 năm 2012, trên trang mạng chính thức của Pitbull thông báo là Pitbull sẽ phát hành album mới với tiêu đề Global Warming. Ngoài ra album còn được thông báo sẽ phát hành ngày 19 tháng 11 năm 2012 và đĩa đơn đầu tiên trích từ album, "Back in Time" sẽ được làm nhạc nền cho bộ phim Men in Black 3. "Back in Time" được phát hành ngày 26 tháng 3 năm 2012 và chứa một đoạn nhạc mẫu của "Love Is Strange" bởi Mickey & Sylvia. Đĩa đơn thứ hai là "Get It Started" do Pitbull thể hiện cùng với đồng nghiệp lâu năm Shakira được phát hành tháng 6 năm đó. Một tour lưu diễn đã được Pitbull thực hiện, bắt đầu từ tháng 8 năm 2012 và gồm các show diễn ở Ulan Bator, Mông Cổ. Vào tháng 10, trang mạng của Pitbull tiếp tục thông báo các nghệ sĩ được hợp tác trong album là rất nhiều, bao gồm Christina Aguilera trong "Feel This Moment", Chris Brown, Jennifer Lopez, The Wanted, Enrique Iglesias và Havana Brown.

## Đĩa đơn
Global Warming đã phát hành được bốn đĩa đơn, trong số đó chỉ có đĩa đơn đầu là đĩa đơn độc lập, còn ba đĩa đơn sau đều được hợp tác bởi các nghệ sĩ khác nhau.
- "Back in Time" được phát hành dưới dạng đĩa đơn đầu tiên trích từ Global Warming vào ngày 26 tháng 3 năm 2012. Bài hát được sử dụng làm nhạc nền cho bộ phim Men in Black 3. Bài hát đạt vị trí cao nhất là #11 trên Billboard Hot 100. Không những thế, bài hát còn là một hit tốp 10 quốc tế, lọt vào tốp 10 của các quốc gia Úc, Bỉ, Canada, Séc, Thụy Sĩ... và đạt vị trí số 1 tại Áo, Honduras và Ba Lan.
- "Get It Started" do Pitbull thể hiện cùng ca sĩ nhạc Latin Shakira được phát hành dưới dạng đĩa đơn thứ hai trích từ album vào ngày 25 tháng 6 năm 2012. Bài hát đạt vị trí số một ở Brazil và vị trí #98 ở Billboard Hot 100.
- "Don't Stop the Party" do Pitbull hợp tác với DJ TJR được phát hành dưới dạng đĩa đơn thứ ba trích từ album ngày 25 tháng 9 năm 2012. Bài hát đạt vị trí số một ở Mexico và vị trí #17 ở Billboard Hot 100
- "Feel This Moment" do Pitbull thể hiện cùng ca sĩ nhạc Pop-R&B-soul-jazz Christina Aguilera được phát hành dưới dạng đĩa đơn thứ tư từ album vào ngày 22 tháng 2 năm 2013. Pitbull nói rằng "khi hợp tác với Christina, tôi đã vô cùng được vinh hạnh." Bài hát đạt vị trí vị trí #8 ở Billboard Hot 100.

## Danh sách ca khúc
| Bản chuẩn | Bản chuẩn                                             | Bản chuẩn | Bản chuẩn                             | Bản chuẩn  |
| STT       | Nhan đề                                               | Sáng tác | Sản xuất                              | Thời lượng |
| --------- | ----------------------------------------------------- | --- | ------------------------------------- | ---------- |
| 1.        | "Global Warming (Intro)" (với Sensato)                | Armando C. Perez, William Reyna, Urales Vargas, Antonio Monge, Rafael Ruiz, Ritter, Yelmen                                                             | Bass ill Euro                         | 1:25       |
| 2.        | "Don't Stop the Party" (với TJR)                      | Perez, TJ Rozdilsky, José García, Jorge Martinez, Warwick Lynn, Frederick Hibbert                                                                      | TJR, DJ Buddha, Marc Kinchen          | 3:26       |
| 3.        | "Feel This Moment" (với Christina Aguilera)           | Christina Aguilera, Perez, Nasri Atweh, Chantal Kreviazuk, Adam Messinger, Nolan Lambroza, Urales Vargas, Pal Waaktaar, Morten Harket, Magne Furholmen | The Messengers, Sir Nolan, DJ Buddha  | 3:49       |
| 4.        | "Back in Time"                                        | Perez, Kinchen, Vargas, DJ Big Syphe, Mickey Baker, Sylvia Robinson, Ellas McDaniel                                                                    | Marc Kinchen, DJ Big Syphe, DJ Buddha | 3:27       |
| 5.        | "Hope We Meet Again" (với Chris Brown)                | Chris Brown, Perez, Vargas, Atweh, Messinger, Lambroza, Ghantous, Capellaro                                                                            | The Messengers, Sir Nolan             | 3:41       |
| 6.        | "Party Ain't Over" (với Usher)                        | Perez, Jamal Jones, Nick van de Wall, Usher Raymond, Vargas, Earl Hayes                                                                                | Afrojack, Polow da Don, DJ Buddha     | 4:03       |
| 7.        | "Drinks for You (Ladies Anthem)" (với Jennifer Lopez) | Perez, Jennifer Lopez, Daniel Woodis Jr., Vargas, Monica Rustgi                                                                                        | DJ Class, DJ Buddha                   | 3:16       |
| 8.        | "Have Some Fun" (với The Wanted)                      | Perez, Nick van de Wall, Vargas, Danny Mercer, David Baerwald, Bill Bottrell, Wyn Cooper, Sheryl Crow, Kevin Gilbert                                   | Afrojack                              | 4:04       |
| 9.        | "Outta Nowhere" (featuring Danny Mercer)              | Perez, Danny Mercer | Danny Mercer                          | 3:26       |
| 10.       | "Tchu Tchu Tcha" (với Enrique Iglesias)               | Enrique Iglesias, Perez, soFLY, Mike Caren, Nius | soFLY & Nius                          | 3:25       |
| 11.       | "Last Night (Never Happen)" (với Havana Brown)        | Perez, van de Wal, Vargas, Anthony Preston | Afrojack                              | 3:39       |
| 12.       | "I'm Off That"                                        | Perez, van de Wall, Henry Steinway, Vargas, Adrian Trejo, Jorge Gomez Martinez, José Garcia, Poncho                                                    | RL Grime, Danny Mercer                | 3:17       |

| Các ca khúc được thêm trong bản đặc biệt | Các ca khúc được thêm trong bản đặc biệt    | Các ca khúc được thêm trong bản đặc biệt                                                      | Các ca khúc được thêm trong bản đặc biệt     | Các ca khúc được thêm trong bản đặc biệt |
| STT                                      | Nhan đề                                     | Sáng tác                                                                                      | Sản xuất                                     | Thời lượng                               |
| ---------------------------------------- | ------------------------------------------- | --------------------------------------------------------------------------------------------- | -------------------------------------------- | ---------------------------------------- |
| 13.                                      | "Echa Pa'lla (Manos Pa'rriba)" (với Papayo) | Perez, Gregor Salto, Manuel Corrao, Vargas, Tzvetin Todorov                                   | Gregor Salto, Todorov, DJ Buddha             | 3:16                                     |
| 14.                                      | "Everybody Fucks" (với Akon và David Rush)  | Perez, Salto, Mercer, Jackson Morgan, Jencarlos Canela, Aliaune Thaim, Vargas, Todorov, Kizzo | Salto, Todorov, DJ Buddha                    | 4:17                                     |
| 15.                                      | "Get It Started" (với Shakira)              | Shakira, Perez, Durrell Babbs, Kinchen, Vargas, Sidney Samson, Bigram Zayas, Kris Stephens    | DJ Buddha, Marc Kinchen, DVLP, Sidney Samson | 4:05                                     |
| 16.                                      | "11:59" (với Vein)                          | Perez, Gravriel Aminov                                                                        | Vein                                         | 3:37                                     |

| Ca khúc thêm vào tại Anh | Ca khúc thêm vào tại Anh                            | Ca khúc thêm vào tại Anh | Ca khúc thêm vào tại Anh        | Ca khúc thêm vào tại Anh |
| STT                      | Nhan đề                                             | Sáng tác | Sản xuất                        | Thời lượng               |
| ------------------------ | --------------------------------------------------- | --- | ------------------------------- | ------------------------ |
| 1.                       | "Rain Over Me" (với Marc Anthony)                   | Perez, RedOne, Marc Anthony, Bilal "The Chef" Hajji, AJ Janussi, Rachid Aziz | RedOne, David Rush, Jimmy Joker | 3:51                     |
| 2.                       | "International Love" (với Chris Brown)              | Perez, Carsten Shack, Peter Biker, Sean Hurley, Claude Kelly | Soulshock & Biker, Sean Hurley^ | 3:47                     |
| 3.                       | "Give Me Everything" (với Ne-Yo, Afrojack và Nayer) | Perez, van de Wall, Shaffer Smith | Afrojack                        | 4:12                     |
| 4.                       | "Hotel Room Service"                                | John Reid, Mark Ross, David Hobbs, Nile Rogers, Hugh Brankin, Armando Perez, Graham Wilson, Ross Campbell, James Scheffer, Bernard Edwards, Luther Campbell, Christopher Wongwon. | Jim Jonsin                      | 3:58                     |
| 5.                       | "Hey Baby (Drop It to the Floor)" (với T-Pain)      | Perez, Sandy Wilhem, Faheem Najm | Sandy Vee                       | 3:54                     |
| 6.                       | "DJ Got Us Fallin' in Love" (Usher với Pitbull)     | Max Martin, Shellback, Savan Kotecha, Perez | Martin, Shellback               | 3:40                     |
| 7.                       | "Dance Again" (Jennifer Lopez với Pitbull)          | RedOne, Iglesias, Bilal The Chef, AJ Junior, Perez | RedOne                          | 3:57                     |

- Bản clean của "Tchu Tchu Tcha" được dùng cho bản đặc biệt của Global Warming ở iTunes.
- "Tchu Tchu Tcha" chứa đoạn nhạc mẫu từ "Eu Quero Tchu, Eu Quero Tcha" sáng tác bởi Shylton Fernandes, trình diễn bởi João Lucas & Marcelo.[11]
- "Feel This Moment" chứa đoạn nhạc mẫu của "Take On Me" sáng tác bởi Magne Furuholmen, Morten Harket và Pål Waaktaar, biểu diễn bởi A-ha.
- "Back in Time" chứa đoạn nhạc mẫu của "Love is Strange" biểu diễn bởi Mickey & Sylvia.
- "Have Some Fun" chứa đoạn nhạc mẫu của "All I Wanna Do" sáng tác bởi Wyn Cooper, Sheryl Crow, David Baerwald, Bill Bottrell và Kevin Gilbert, biểu diễn bởi Sheryl Crow.
- "Global Warming (Intro)" chứa đoạn nhạc nền từ "Macarena" biểu diễn bởi Los del Río.
- "I'm Off That" chứa đoạn nhạc mẫu của "Pacha On Acid" biểu diễn bởi Afrojack.
- "Don't Stop The Party" chứa đoạn nhạc mẫu của "Funky Vodka" biểu diễn bởi TJR.

## Xếp hạng
| Bảng xếp hạng (2012)            | Vị trí cao nhất |
| ------------------------------- | --------------- |
| Australian Albums Chart         | 14              |
| Austrian Albums Chart           | 12              |
| Belgian Albums Chart (Flanders) | 46              |
| Belgian Albums Chart (Wallonia) | 43              |
| Canadian Albums Chart           | 12              |
| French Albums Chart             | 43              |
| German Albums Chart             | 21              |
| Hungarian Albums Chart          | 31              |
| Irish Albums Chart              | 59              |
| New Zealand Albums Chart        | 38              |
| Spanish Albums Chart            | 38              |
| Swiss Albums Chart              | 15              |
| US Billboard 200                | 14              |
| US Rap Albums                   | 1               |